# Fårhus
Fårhus (dänisch auch: Faarhuus; deutsch: Faarhuus und Schafhaus) ist ein dänischer Ort, der zur  Kirchspielsgemeinde (dän.: Sogn) Bov Sogn an der deutsch-dänischen Grenze gehört.

## Geschichte
Auf der Karte der dänischen Landesaufnahme von 1857/58 war der Ort, der damals schon aus mehreren Gebäuden bestand, unter dem Namen „Schafhaus“ eingezeichnet. Auf der Karte der Preußischen Landesaufnahme von 1879 war der Ort ebenfalls unter dem Namen „Schafhaus“ eingetragen. Im 19. Jahrhundert wurde die Bahnstrecke Fredericia–Flensburg erbaut. Bereits 1879 besaß Fårhus einen eigenen Bahnhof.
Der Ort Fårhus fand nur selten eine geschichtliche Erwähnung. Während des Zweiten Weltkrieges wurde die südlich gelegene Stadt Flensburg mehrfach von alliierten Bombern angegriffen. Im Jahr 1942 wurden bei Kragelund Flugabwehrgeschütze für die Luftverteidigung Flensburgs aufgestellt. 1942 und 1943 wurden außerdem Scheinwerferpositionen hinter dem Versammlungshaus von Fårhus (Lage) und am Skyttehusvej (der bei Fårhus beginnt (Lage)) eingerichtet. 1944 legte schließlich die deutsche Luftwaffe südöstlich von Fårhus (unweit von Kragelund) auf Feldern am Waldrand einen Militärflugplatz für Jagdflugzeuge an, der den Namen Feldflugplatz Schafhaus (dänisch: Fårhus Feltflyveplads) erhielt (Lage). Der neue Flugplatz lag 9,5 Kilometer vom Flensburger Flugplatz Schäferhaus entfernt. Schrittweise wurden offenbar weitere Gebäude und Anlagen dem Flugplatz hinzufügt. Der Feldflugplatz Schafhaus wurde in der Kriegszeit selten genutzt. Hin und wieder landeten dort deutsche Kampfjets, die aber kurz danach wieder verschwanden. Zum Kriegsende befanden sich wohl lediglich fünf deutsche Flugzeuge vom Typ Junkers Ju 88 sowie möglicherweise noch eine Heinkel He 219 auf dem Flugplatz. 1944 wurde des Weiteren 600 Meter südlich von Fårhus im Wald von der deutschen Sicherheitspolizei in Dänemark das Internierungslager Frøslev als Gefangenenlager für dänische Widerstandskämpfer eingerichtet.
Am 5. Mai 1945 wurde vom Sonderbereich Mürwik aus die Teilkapitulation der deutschen Truppenteile in Dänemark angeordnet. Danach zogen die deutschen Soldaten aus Dänemark ab (vgl. Dänemark unter deutscher Besatzung). Nach dem Krieg wurde das Internierungslager Frøslev unter dem Namen Faarhuslager von den Dänen weiterbetrieben. Angehörige der deutschen Minderheit sowie Personen, die mit den Deutschen kollaboriert hatten, wurden dort inhaftiert. Das Flugplatzgelände von Fårhus wurde nach dem Krieg von den dänischen Landstreitkräften als Übungsplatz genutzt. In dieser Zeit existierte dort ein Schießstand mit einem Granatwerfer sowie eine Teststrecke für Fahrzeuge. Von 1959 bis 1967 nutzte auch ein Segelflugverein das Gelände. Die militärische Nutzung endete im Jahr 1967. Von 1968 bis 1990 diente das Gelände als Flugplatz für Kleinflugzeuge und Ultraleichtflugzeuge. Seitdem wird das Gelände wieder landwirtschaftlich genutzt.
2020 lebten 230 Einwohner im Ort Fårhus.

## Verschiedenes
- In der Zeit des Zweiten Weltkrieges wurde am nördlichen Rand der Fårhus-Plantage ein Militärfriedhof angelegt, der offenbar aber nicht genutzt wurde.[17]
- Eine militärisch genutzte Baracke, die unweit der Scheinwerferposition beim Versammlungshaus stand, wurde um 1946 vom Polizeiassistenten (dänisch: Politiassistenten) Willemoes-Petersen aus Padborg gekauft, der sie in Padborg in der Nygade 8 neu aufbaute (Lage). Die Baracke blieb so bis heute erhalten.[18]
- Der Feldflugplatz Schafhaus ist heute der am besten erhaltene Feldflugplatz aus dem 2. Weltkrieg in Dänemark. Ganze Teile der Anlage sind heute noch erkennbar.[19][20][21]
- Der nördliche Siedlungsbereich bei Fårhus, wo sich die Straße Frydendalvej und Tøndervej kreuzen, wird „Frydendal“ genannt (Lage).[22][23]